# Mont-sur-Meurthe
Mont-sur-Meurthe – miejscowość i gmina we Francji, w regionie Grand Est, w departamencie Meurthe i Mozela.
Według danych na rok 1990 gminę zamieszkiwało 976 osób, a gęstość zaludnienia wynosiła 103 osób/km² (wśród 2335 gmin Lotaryngii Mont-sur-Meurthe plasuje się na 376. miejscu pod względem liczby ludności, natomiast pod względem powierzchni na miejscu 632.).